# میخایلو فرکاش
میخایلو فرکاش (اوکراینی: Михайло Михайлович Форкаш؛ ۶ ژوئیهٔ ۱۹۴۸ – ۳۰ سپتامبر ۲۰۱۱) بازیکن فوتبال اهل اتحاد جماهیر شوروی سوسیالیستی بود.
از باشگاه‌هایی که در آن بازی کرده‌است می‌توان به باشگاه فوتبال زسکا روستوف-نا-دونو و باشگاه فوتبال زوریا لوهانسک اشاره کرد.
وی همچنین در تیم ملی فوتبال شوروی بازی کرده‌است.